# Porte de Bercy
De Porte de Bercy is een toegangspunt (Porte) tot de stad Parijs, en is gelegen in het oostelijke 12e arrondissement aan de Boulevard Périphérique en de boulevards des Maréchaux. In de 19e eeuw was het een fysieke stadspoort, onderdeel van de 19e-eeuwse stadsomwalling van Thiers. De poort ligt tegenwoordig aan beide zijden van de Seine.
Vanuit de Porte de Bercy vertrekken de autosnelweg A4 naar Metz en Straatsburg en de voormalige nationale weg N19 naar Bazel. De N19 heet hier tegenwoordig D19.